# Taco Bell
Taco Bell («Тако Белл») — американская сеть ресторанов быстрого питания, специализирующаяся на блюдах, вдохновлённых мексиканской кухней. Основана в 1962 году в Дауни, Калифорния, предпринимателем Гленом Беллом. В меню сети представлены тако, буррито, кесадильи, начос и другие блюда с разнообразными начинками, адаптированными под вкусы массового американского потребителя.
Компания является дочерним предприятием корпорации Yum! Brands, которой также принадлежат такие сети, как KFC и Pizza Hut. Taco Bell обслуживает более 7 000 ресторанов в США и представлена в десятках стран мира. Сеть известна своими нестандартными рекламными кампаниями, частыми обновлениями меню и выпуском сезонных или экспериментальных блюд.
Taco Bell считается одним из символов американской фастфуд-культуры и занимает значительное место на рынке быстрого питания наряду с такими брендами, как McDonald's и Burger King.

## История
Компания начала активно расширяться уже в первые годы своего существования: к 1967 году сеть насчитывала 100 ресторанов, а к 1970 году — 325 точек. В 1978 году основатель компании Глен Белл продал 868 ресторанов Taco Bell корпорации PepsiCo, став акционером последней.
В 1997 году Taco Bell вместе с другими ресторанными активами была выделена из PepsiCo в рамках создания независимой компании Yum! Brands.

## Международная экспансия

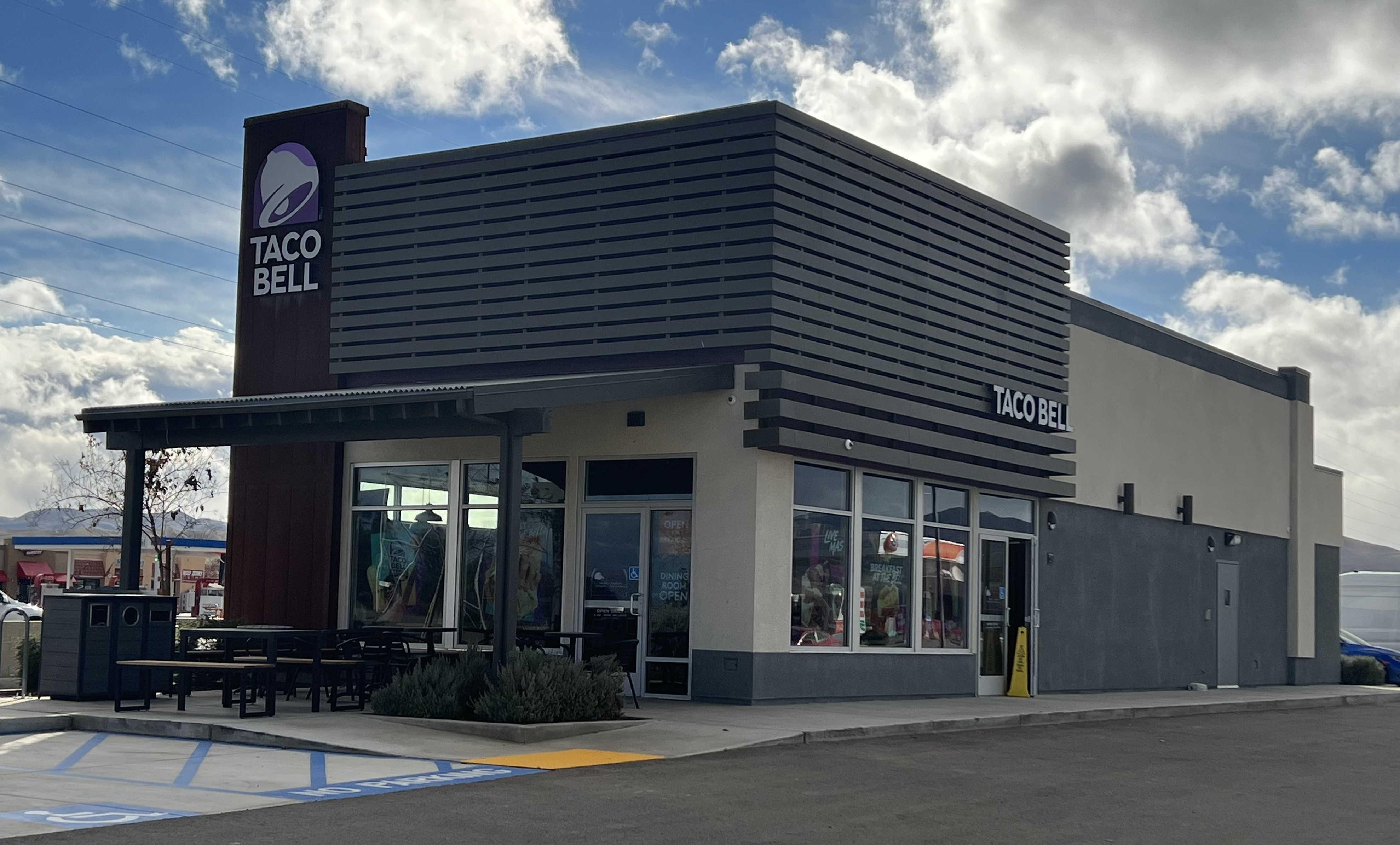
Taco Bell в Файербо, Калифорния

Сеть Taco Bell насчитывает тысячи ресторанов, большая часть из которых работает по системе франчайзинга. Помимо США, заведения компании представлены в Канаде (с 1981 года), Австралии (с 1981 года), Китае, Великобритании (с 1986 года — первая страна Европы, где появилась сеть), Испании, Финляндии, Исландии, на Филиппинах, в Сингапуре, Республике Корее, в Республике Кипр и в других странах. В Нидерландах первый ресторан открылся в Эйндховене в марте 2017 года, после чего сеть расширилась ещё на семь городов страны; последний на данный момент ресторан был открыт в Амстердаме 31 марта 2023 года. В Польше первый ресторан Taco Bell появился в 1993 году, однако спустя короткое время сеть свернула свою деятельность в стране. Аналогичная ситуация произошла в ОАЭ: в период с 2008 по 2010 год было открыто три заведения, но к 2012 году все они были закрыты. Во Великобритании после первого появления в середине 1980-х годов все рестораны Taco Bell были закрыты к концу 1990-х (за исключением двух заведений на американских военных базах). Возвращение бренда на рынок состоялось в конце 2000-х годов.

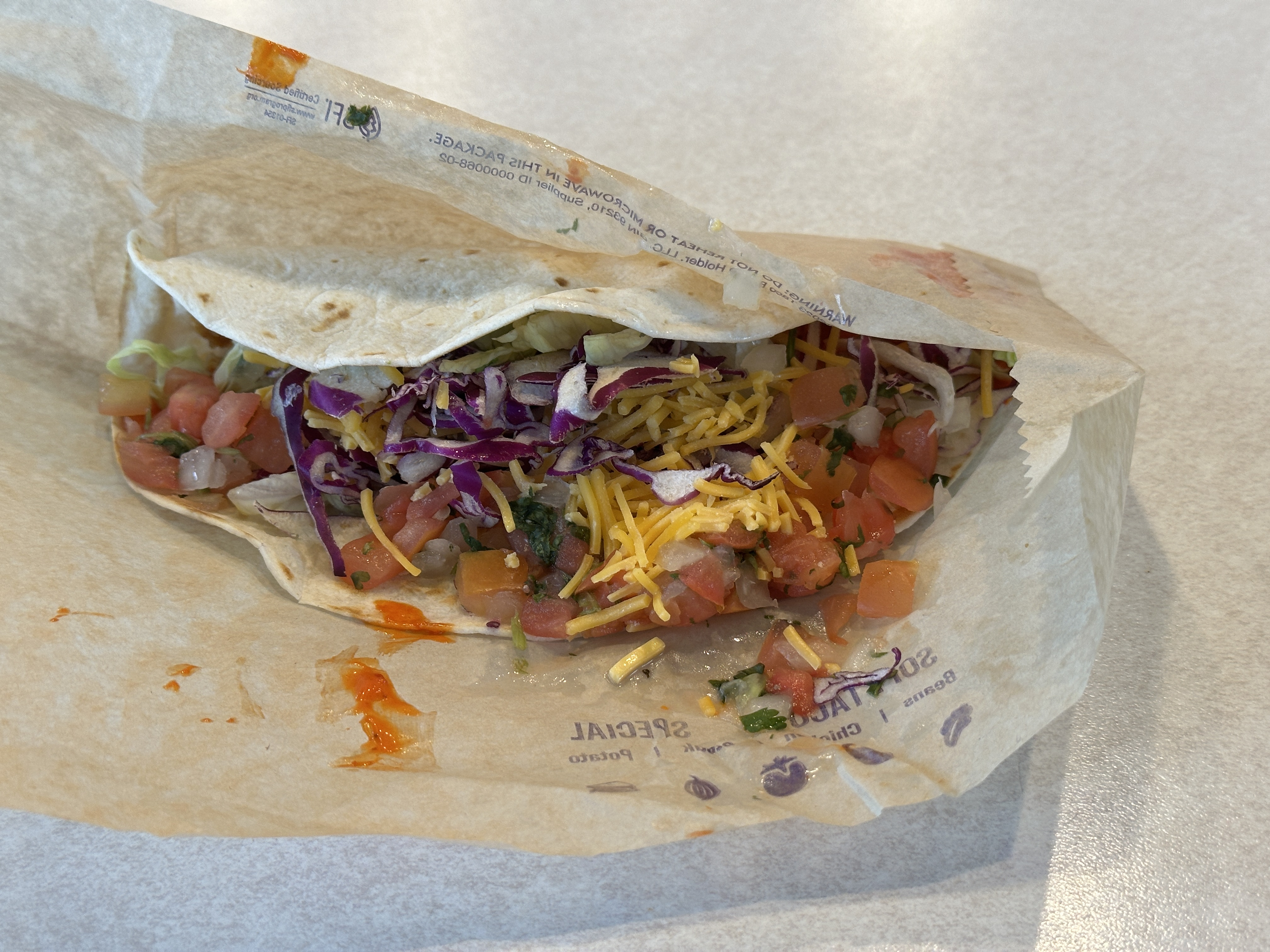
Пример блюда в Taco Bell

Taco Bell дважды неудачно пыталась выходить на мексиканский рынок. В 1992 году после интенсивной рекламной кампании было открыто три ресторана в Мехико, но они закрылись в течение двух лет. В 2007 году Taco Bell повторила попытку, открыв пару ресторанов в Монтеррее с изменённой концепцией. Рекламная кампания преподносила новое меню как блюда с уклоном в американскую кухню. В ассортимент был даже добавлен картофель фри. Тем не менее, новая попытка не увенчалась успехом, к 2010 году рестораны закрылись в связи с низкой посещаемостью.
В настоящее время сеть Taco Bell насчитывает около 6,4 тыс. ресторанов. Большая часть заведений (5,5 тыс.) работает по франшизе. В собственности компании насчитывается 0,9 тыс. ресторанов. Основным рынком для сети остаются Соединённые Штаты, где работает 6,2 тыс. её ресторанов. Поэтому Taco Bell остаётся преимущественно американской сетью. Однако в планах Yum! Brands активная международная экспансия. В результате к 2023 году число ресторанов должно увеличиться до 8 тыс..
Как и отмечается в официальных материалах компании, большая часть ресторанов Taco Bell функционирует по системе франчайзинга. В рамках стратегии международного расширения сеть продолжает активно привлекать новых партнёров-франчайзи. При этом приоритет отдаётся кандидатам, готовым открыть сразу несколько заведений, а не ограничиваться единичным рестораном. По состоянию на 2025 год, общие инвестиционные затраты на открытие одного ресторана Taco Bell по франшизе составляют от 1,2 до 2,6 миллиона долларов США, в зависимости от формата заведения, региона и других факторов.

## Финансовые показатели
Общий оборот ресторанов сети в 2015 году составил $9 млрд. При этом выручка непосредственно дивизиона Taco Bell компании Yum! Brands, Inc. составила по итогам 2015 года $1,988 млрд. (+6,7 %). Операционная прибыль подразделения составила $0,539 млрд. (+12,2 %).